# Milenko Sebić
Milenko Sebić (Trstenik, Yugoslavia, 30 de diciembre de 1984) es un deportista serbio que compite en tiro, en la modalidad de rifle.
Participó en dos Juegos Olímpicos de Verano, en los años 2016 y 2020, obteniendo una medalla de bronce en Tokio 2020, en la prueba de rifle en tres posiciones 50 m.

## Palmarés internacional
| Juegos Olímpicos | Juegos Olímpicos | Juegos Olímpicos  | Juegos Olímpicos        |
| Año              | Lugar            | Medalla           | Prueba                  |
| ---------------- | ---------------- | ----------------- | ----------------------- |
| 2020             | Tokio (Japón)    | Medalla de bronce | Rifle 3 posiciones 50 m |